# 結腸帶
結腸帶（taeniae coli，也作teniae coli或tenia coli）是結腸外壁的三條縱向平滑肌帶，對應消化道其他部位的肌外層，為結腸的特化組織，在乙狀結腸以前的結腸（升結腸、橫結腸、降結腸）均存在。結腸帶肉眼可見，位於結腸的最外層（漿膜或纖維膜）之下，可細分為mesocolic、free、omental三條。結腸帶的收縮會造成結腸袋的產生。結腸帶在闌尾開始處一分為三；在乙狀結腸－直腸連接處，三條結腸帶則分散開來並合而為一，成為縱向肌肉層。結腸帶受副交感神經調控，其神經由脊髓的薦椎部分出。

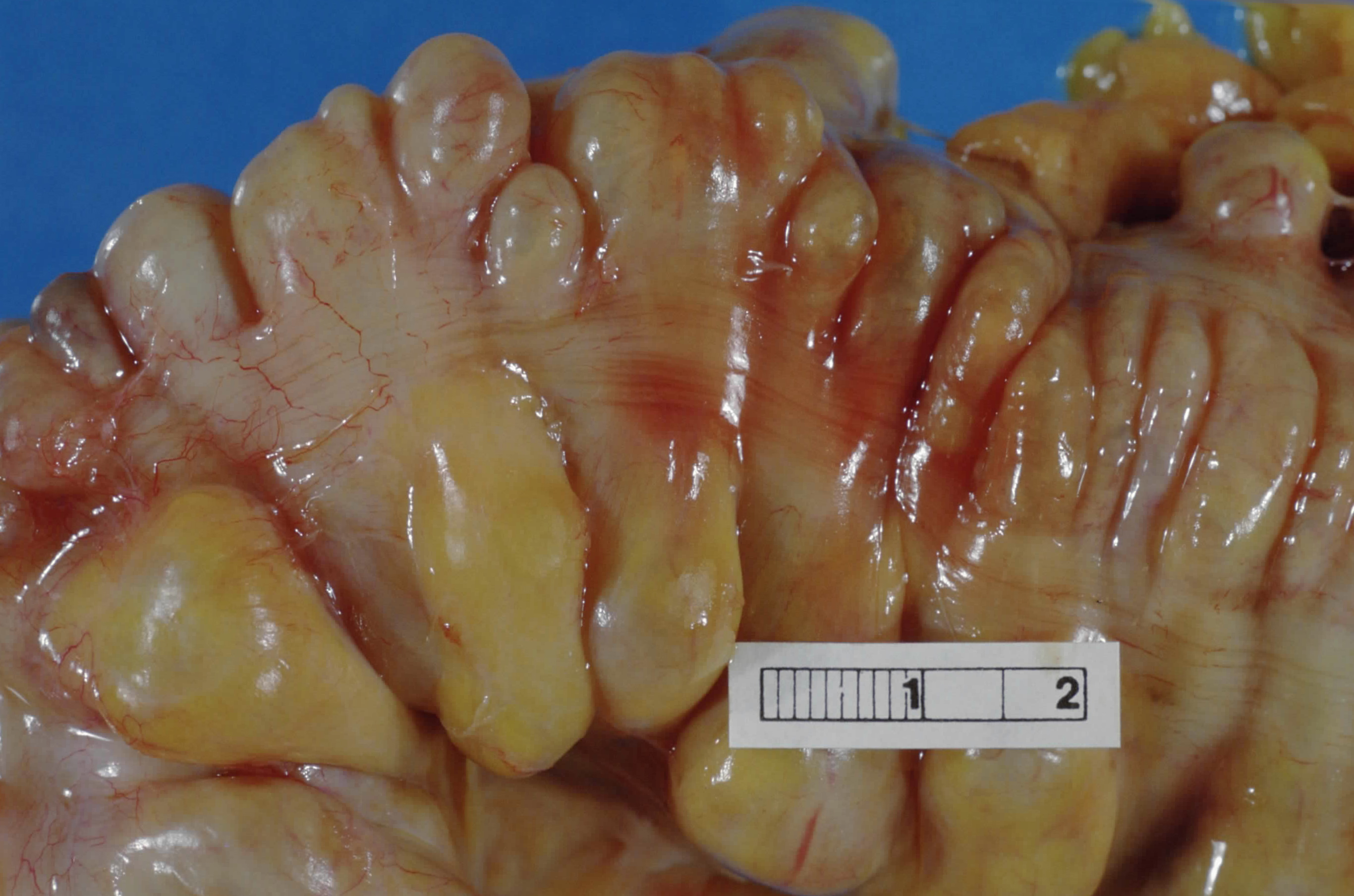
圖中大腸中央的縱向帶狀構造即為結腸帶。該段乙狀結腸在結腸帶兩側有多個憩室。

## 外部連結
- Histology image: 12502loa – 波士顿大学的组织学学习系统 - "Digestive System: Alimentary Canal: colon, taeniae coli"
- UIUC Histology SubjectUIUC組織學主題 853
- 人体解剖学在线（Human Anatomy Online）网站上的相关图片：39:13-0201 - "Intestines and Pancreas: Large Intestine"
- Anatomy image:8185 at the SUNY Downstate Medical Center